# Mandalgarh
Mandalgarh è una suddivisione dell'India, classificata come municipality, di 20.161 abitanti, situata nel distretto di Bhilwara, nello stato federato del Rajasthan. In base al numero di abitanti la città rientra nella classe III (da 20.000 a 49.999 persone).

## Geografia fisica
La città è situata a 25° 11' 60 N e 75° 5' 60 E e ha un'altitudine di 381 m s.l.m..

## Società

### Evoluzione demografica
Al censimento del 2001 la popolazione di Mandalgarh assommava a 20.161 persone, delle quali 10.351 maschi e 9.810 femmine. I bambini di età inferiore o uguale ai sei anni assommavano a 2.967, dei quali 1.526 maschi e 1.441 femmine. Infine, coloro che erano in grado di saper almeno leggere e scrivere erano 10.083, dei quali 6.563 maschi e 3.520 femmine.